# Воробьёв, Владимир Сергеевич
Владимир Сергеевич Воробьёв (8 апреля 1939 — 15 марта 2022) — советский учёный, специалист в области физики низкотемпературной плазмы, электрофизики ионизованных и конденсированных сред. Соросовский профессор. Доктор физико-математических наук, профессор кафедры высшей математики Московского государственного горного университета. Награждён медалью Ордена «За заслуги перед Отечеством» IV степени. Ученик Леонида Бибермана.

## Биография
Владимир Воробьёв в 1956 году поступил на первый курс Московского энергетического института на факультет электронной техники. Во втором семестре первого курса студенты начали изучать физику. Преподавателем был Леонид Биберман. Посещение этих лекций повлияло на дальнейшую судьбу Владимира Воробьёва. Курс квантовой механики читал Валентин Фабрикант.
В 1960 году Владимир Воробьев начал работать над своим дипломом в «группе Бибермана». В 1961 году, по окончании МЭИ с красным дипломом, он продолжил сотрудничество с Л. М. Биберманом на кафедре физики МЭИ, а с 1965 года — в теоретическом отделе Института высоких температур, где занялся расчётом вклада спектральных линий в суммарный радиационный поток.
В 1979 году Владимир Воробьёв стал доктором физико-математических наук. В 1985 году получил звание профессора высшей математики Московского государственного горного университета (сегодня — Горный институт НИТУ «МИСиС»). Совместно с Л. М. Биберманом и И. Т. Якубовым он создал теорию неравновесной низкотемпературной плазмы. Эта теория была положена в основу монографии «Кинетика неравновесной низкотемпературной плазмы», которая была выпущена в 1982 году издательством «Наука».
В 1998 году, после смерти Л. М. Бибермана, Владимир Воробьёв стал научным лидером Школы «Теоретического исследования теплофизических, кинетических и радиационных свойств и процессов в низкотемпературной плазме». Он продолжил исследования, которые были начаты Л. М. Биберманом.
Заместитель председателя научного совета РАН по проблеме «Физики низкотемпературной плазмы». Получатель государственной научной стипендии. Он автор как минимум 155 публикаций, 2 изобретений и 2 монографий.
В 2000 году Воробьёв был награждён Орденом «За заслуги перед Отечеством» IV степени.
Владимир Воробьёв — научный лидер школы, заведующий теоретическим отделом ИТЭС ОИВ РАН.
Принял участие в юбилейной научной сессии, которая была посвящена 100-летию со дня рождения физика и педагога Леонида Михайловича Бибермана.
Скончался 15 марта 2022 года. Прах захоронен на Долгопрудненском кладбище.

## Семья
В 1977—1992 годах был женат на авторе и исполнителе песен Веронике Долиной. Дети: Пётр Воробьев (род. 1967) — американский учёный в области механики и аэродинамики, писатель; Антон Долин — журналист, кинокритик; Олег Долин — актёр, музыкант; Ася Долина — журналист, музыкант.